# In the City (Kevin Rudolf)
In the City è il primo album in studio del cantautore, rapper e produttore statunitense Kevin Rudolf, pubblicato nel 2008.

## Tracce
1. In the City – 3:25
2. Let It Rock (feat. Lil Wayne) – 3:51
3. I Song – 3:15
4. Livin' It Up – 2:55
5. N.Y.C. (feat. Nas) – 3:08
6. No Way Out – 3:24
7. Scarred – 4:17
8. Welcome to the World (feat. Rick Ross) – 3:03
9. Coffee And Donuts – 3:16
10. She Can Get It – 2:59
11. Gimme a Sign – 3:48
12. Great Escape – 6:38